# 百德國際
百德國際有限公司，簡稱百德國際（英語：PAK TAK INTERNATIONAL LIMITED，港交所：2668），於1965年由已故鄭慈太創立。
主席為劉嘉彥，總裁為鄭季春。主要業務在國內和全球生產和銷售高級質素衣物等產品。該股份在2001年12月6日於港交所主板上市。
總部位於香港新界粉嶺安樂村安居街21號粉嶺工貿大廈4樓404至411室。

## 連結
- paktak.com （页面存档备份，存于）